# イニシエ/絆
「イニシエ/絆」（イニシエ/きずな）とは、日本のバンド、Rayflowerの2枚目のシングルである。2010年8月4日に発売（発売元はFlyingDog）。
前作に続き、テレビアニメ『裏切りは僕の名前を知っている』のタイアップとなっており、「イニシエ」がオープニングテーマ、「絆」がエンディングテーマとして使用された。

## 収録曲
- 全作曲：都啓一　編曲：都啓一・Rayflower

1. イニシエ [4:22]
  - 作詞：留歌
2. 絆 [3:44]
  - 作詞：田澤孝介
3. イニシエ（オリジナル・カラオケ） [4:22]
4. 絆（オリジナル・カラオケ） [3:40]

## 収録アルバム
- 『Flower Language』 (#1,2)